# Handcraft Motorcar Company
Handcraft Motorcar Company war ein US-amerikanischer Hersteller von Automobilen.

## Unternehmensgeschichte
Orville A. Feikema gründete das Unternehmen am 27. April 1982 in Bradenton in Florida. 1986 begann die Produktion von Automobilen und Kit Cars. Der Markenname lautete Handcraft. 1997 endete die Produktion. Am 16. September 2005 wurde die letzte Handlung registriert.

## Fahrzeuge
Der Cormorant war ein Fahrzeug im Stil der 1930er Jahre. Ein Fahrgestell von Cadillac bildete die Basis.
Der Continental Royale war länger. Er basierte auf einem Fahrgestell mit 3959 mm Radstand. Der Motor kam von Lincoln. Dieses Modell war nur als Komplettfahrzeug lieferbar.
Der GT 2+2 basierte auf dem Pontiac Firebird und ähnelte einem Ferrari Testarossa.